# Arucu
Arucu foi um príncipe aquemênida, filho mais velho de Curas, rei de Parsumas.
Após a destruição de Susã, que foi efetivamente a dissolução do reino de Elão por Assurbanípal, Curas (Ciro I) enviou Arucu a Nínive para reconhecer a supremacia dos assírios em 639 a.C.